# Ugo Tristani
Ugo Tristani (Milano, 14 giugno 1922 – Roma, 27 novembre 1977) è stato uno sceneggiatore italiano.

## Biografia
Sceneggiatore radiofonico attivo negli anni cinquanta, debutta in Rai giovanissimo al fianco di Dino Verde e Renzo Puntoni nella trasmissione Rosso e nero, continuerà sempre con Puntoni e Verde nella trasmissione Briscola, giornale radiofonico satirico. Ugo Tristani è stato anche pittore e ha esposto le sue opere in alcune mostre.

## Varietà radiofonici Rai

Silvio Gigli con le attrici del varietà radiofonico del venerdì "Briscola", Wanda Tettoni, Clely Fiamma, Ria Saba, Giusi Raspani Dandolo, Isa Bellini, Rina Franchetti 1950

- Giù la maschera di Puntoni, Tristani, Diego Calcagno, Mario Brancacci, regia di Nino Meloni, con la compagnia del teatro comico di Roma, trasmessa il 16 febbraio 1950.
- Briscola di Dino Verde, Mario Brancacci, Diego Calcagno, Renzo Puntoni e Ugo Tristani, regia di Silvio Gigli, trasmesso il venerdì nel 1950.
- Quarta parete, rivista di Tristani e Puntoni, regia di Silvio Gigli, compagnia del teatro comico di Roma, trasmessa nel 1950.